# 4-біт архітектура

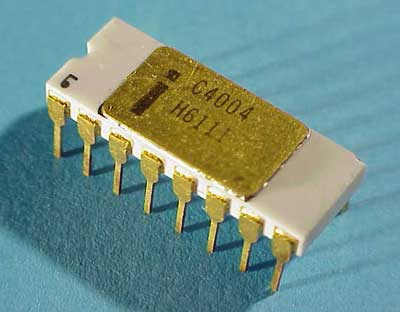
4-бітовий процесор Intel 4004

В архітектурі комп'ютера, 4-бітові цілі числа, адреси пам'яті та інші блоки даних, що мають ширину 4 біти. Крім того, 4-бітовими вважаються процесори і арифметико-логічні пристрої, що мають регістри, шини адреси або шини даних такої розрядності. Група з чотирьох бітів називається ніблом або півбайтом і має 24 = 16 можливих значень.
Деякі з перших мікропроцесорів, розроблених близько 1970 року, мали 4-бітову довжину слова. TMS 1000, перший у світі однокристальний мікропроцесор, був 4-розрядним процесором; він мав гарвардську архітектуру, з 8-розрядною постійною пам'яттю інструкцій на кристалі і 4-розрядну оперативну пам'ять даних на кристалі. Першим комерційним мікропроцесором з двійково-десятковим кодуванням (англ. binary-coded decimal, BCD) був Intel 4004, розроблений для калькулятора в 1971 році; він мав 4-бітову довжину слова, але 8-розрядні команди і 12-розрядні адреси.
Процесори HP Saturn, які використовувалися в багатьох калькуляторах Hewlett-Packard від 1984 до 2003 року (зокрема в наукових калькуляторах моделей HP 48) є 4-бітовими (або гібридними 64-/4-біти). Подібно до Intel 4004, у них складалося кілька 4-бітових слів разом, наприклад, для формування 20 бітової адреси пам'яті, більшість регістрів були 64-бітовими та зберігали в пам'яті 16 4-розрядних чисел.
З 2003 року нові калькулятори Saturn на базі HP (в тому числі серії HP 49/50) використовують 32-розрядний процесор з ядром ARM920T для емуляції розширеної архітектури процесора Сатурн під назвою Сатурн+ на більш високій швидкості.
Програми для 4-розрядних процесорів створювалися на мові асемблера через обмеження обсягу пам'яті для програм і обмеження компіляторів (наприклад, мова програмування C не має вбудованої підтримки 4-бітового цілого типу; C вимагає, щоб розмір типу даних був щонайменше 8 біт, і щоб всі типи даних, крім бітових полів мали розмір, який є кратним 8 біт).
У 1970-ті роки з'являються 4-бітові користувацькі програми для масового ринку, наприклад, для кишенькових калькуляторів.
У 1970-і і 1980-і роки ряд науково-дослідних і комерційних комп'ютерів використовували секційні процесори, у яких арифметико-логічний пристрій (АЛП) побудовано з кількох 4-бітових секцій, кожна з яких має мікрочип, як-от Am2901 або 74181.
Zilog Z80 це 8-розрядний мікропроцесор, що має 4-бітовий АЛП.

## Сучасне використання
Хоча 32- і 64-розрядні процесори більш помітні в сучасній побутовій електроніці, 4-розрядні процесори продовжують використовуватися (зазвичай як частини мікроконтролерів) у застосуваннях, що вимагають мінімальної обчислювальної потужності. Наприклад, для одного популярний велосипедного комп'ютера зазначено, що він використовує «4-бітовий однокристальний мікропроцесор». Інші типові галузі застосування включають кавоварки, інфрачервоні пульти дистанційного керування й охоронні сигналізації.
Використання 4-розрядних процесорів зменшилось, порівняно з 8- або навіть 32-розрядними процесорами, оскільки важко знайти щось дешевше в магазинах електроприладів. Найпростіші види не доступні у жодному з них, а інші є дорожчими (кілька дорогих можна знайти, станом на 2014 рік, на eBay).
Магазин електроніки, як і раніше пропонують, станом на 2014, не-CPU / MCU 4-розрядні чипи, як-от лічильники.
Станом на 2015 рік, більшість материнських плат для персональних комп'ютерів, особливо ноутбуків, використовують 4-розрядний контролер LPC (з'явився 1998 року) для підключення до південного мосту флеш-пам'яті (UEFI або BIOS) і мікросхеми Super I/O
.

## Подробиці
Використовуючи 4 біти, можливо отримати шістнадцять різних значень. Всі однозначні шістнадцяткові числа можна записати за допомогою чотирьох біт. Двійково-десятковий код чисел являє собою метод кодування десяткових чисел, де кожну десяткову цифру подано чотирма бітами.
| Двійковий | Вісімковий | Десятковий | Шістнадцятковий |
| --------- | ---------- | ---------- | --------------- |
| 0000      | 0          | 0          | 0               |
| 0001      | 1          | 1          | 1               |
| 0010      | 2          | 2          | 2               |
| 0011      | 3          | 3          | 3               |
| 0100      | 4          | 4          | 4               |
| 0101      | 5          | 5          | 5               |
| 0110      | 6          | 6          | 6               |
| 0111      | 7          | 7          | 7               |
| 1000      | 10         | 8          | 8               |
| 1001      | 11         | 9          | 9               |
| 1010      | 12         | 10         | A               |
| 1011      | 13         | 11         | B               |
| 1100      | 14         | 12         | C               |
| 1101      | 15         | 13         | D               |
| 1110      | 16         | 14         | E               |
| 1111      | 17         | 15         | F               |

## Список 4-бітових процесорів
- 10NES
- TMS 1000
- Intel 4004
- Intel 4040
- Atmel MARC4
- Samsung S3C7 (KS57 Серія) 4-бітовий мікропроцесор (ОЗП: від 512 до 5264 півбайтів, частота 6 МГц)
- Toshiba TLCS-47
- HP Saturn та Saturn+
- NEC μPD75X
- NEC (зараз Renesas) µPD612xA (припинено), µPD613x, μPD6x та μPD1724x процесори для інфрачервоних пультів керування
- EM Microelectronic-Marin EM6600, EM6580, EM6682.
- Epson S1C63

## Також дивіться
- GMC-4
- Low Pin Count